# 卡洛斯·培尼亚 (足球运动员)
卡洛斯·培尼亚（西班牙語：Carlos Peña，1990年3月29日—），墨西哥男子足球运动员，司职中场。他曾代表墨西哥国家队参加2014年国际足联世界杯，结果队伍止步十六强。